# Pteroceras viridiflorum
Pteroceras viridiflorum är en orkidéart som först beskrevs av George Henry Kendrick Thwaites, och fick sitt nu gällande namn av Richard Eric Holttum. Pteroceras viridiflorum ingår i släktet Pteroceras och familjen orkidéer. Inga underarter finns listade i Catalogue of Life.